# Stadio Alberto Braglia
Das Stadio Alberto Braglia ist ein Fußballstadion in der italienischen Stadt Modena, Region Emilia-Romagna. Es ist die Heimstätte des Fußballklubs FC Modena und vorübergehend des FC Carpi. Die Spielstätte hat heute eine Kapazität von 21.151 Plätzen, davon sind 10.701 überdacht.

## Geschichte
Das Stadion wurde am 11. Oktober 1936 mit dem Spiel FC Modena gegen die US Cremonese (0:0) eingeweiht. Nach dem Zweiten Weltkrieg bekam die Sportstätte ihren Namen nach dem italienischen Kunstturnolympiasieger Alberto Braglia. Von 2000 bis 2007 wurde die Anlage in vier Phasen renoviert und erweitert. Dabei wurde u. a. die Leichtathletikanlage entfernt.
In der Saison 2008/09 und den Spielzeiten 2011/12 und 2012/13 trug die benachbarte US Sassuolo ihre Heimspiele im Stadio Alberto Braglia aus, da das eigene Stadio Enzo Ricci in Sassuolo mit 4.000 Plätzen nicht den Anforderungen der Serie B entsprach. Juventus Turin trug am 5. August 2010 das UEFA-Europa-League-Qualifikationsspiel der 3. Runde gegen die Iren von Shamrock Rovers im Stadio Alberto Braglia aus.
Der zur Saison 2015/16 aufgestiegene FC Carpi nutzt das Stadion ebenfalls für seine Heimspielpremieren in der Serie A.

## Länderspiele
Kurz nach der Fertigstellung der Renovierungsarbeiten fand im Stadion von Modena das erste Länderspiel der italienischen Fußballnationalmannschaft der Männer statt. In der Qualifikation zur Fußball-Europameisterschaft 2012 wurde am 3. Juni 2011 das Spiel gegen Estland im Stadio Alberto Braglia ausgetragen.
- 21. Nov. 2007:  Italien –  Färöer 3:1 (3:0) (Qualifikation für die EM 2008)
- 03. Juni 2011:  Italien –  Estland 3:0 (2:0) (Qualifikation für die EM 2012)
- 11. Sep. 2012:  Italien –  Malta 2:0 (1:0) (Qualifikation für die WM 2014)